# 探索者角色扮演遊戲
開拓者角色扮演遊戲（Pathfinder Roleplaying Game），簡稱為PFRPG。是一款2009年由美國Paizo Publishing所推出的桌上角色扮演遊戲。它以威世智的龍與地下城(D&D)3.5版為基礎，在開放遊戲授權條款(OGL)的架構下另行發展。PFRPG最初設計的目的之一在於和D&D3.5版內容相通，讓熟悉D&D3.5的玩家能夠立即上手，並能運用市面上已出版的大量資料。

## 背景
自2002年起，威世智原授權Paizo Publishing製作並發行龍與地下城的相關刊物：龍雜誌(Dragon Magazine)和地城雜誌(Dungeon Magazine)，直到2007年威世智決定不再續約，Paizo因此在過渡期另行發售名為開拓者(Pathfinder)的刊物 。2008年龍與地下城四版推出，由於擔心四版的遊戲系統授權條款(Game System License，GSL)限制較多，Paizo選擇不支援龍與地下城四版，轉而運用OGL將龍與地下城3.5版另行修改、拓展。
歷經長達一年在Paizo官網上的公開測試(open test)後，於2009年8月正式發行。

## 系統設計
一般玩家稱呼探索者為「龍與地下城3.75版」 。在基礎架構上與龍與地下城3.5版十分接近，通常玩家們只需略做調整就能繼續運用3.5版的舊資料。
主設計師Jason Bulmahn認為3.5的基礎職業太過單調，沒有足夠的誘因讓玩家們維持單一職業到20級，因此多數職業都額外添加許多會隨等級提升的特殊能力，同時設定20級會有所謂的封頂(capstone)能力，只有維持單一職業的角色才能取得。
遊戲系統方面亦作了許多調整，例如3.5中原本生命骰(Hit dice)較低的職業，如法師術士類的生命骰都向上提升，以提升低等級時角色的存活率。
像是死亡一指(Finger of Death)這樣爭議較多的法術類的即死法術(Save or Die spell)，變更成豁免檢定失敗會造成大量傷害。
變形(polymorph)類法術拆成多個子類別，以固定加值取代原有設定。
絆摔(tripping)、擒抱(grappling)等以往需要經常查閱規則的特殊動作統一改由名為戰技檢定(combat maneuvers check)的系統來處理。
技能(skills)方面取消跨職(cross class skill)限制、多項技能合併重新調整，如潛行(move silently)和躲藏(hide)合併成隱匿(stealth)等等。

## 評價
Paizo於Gen Con獲得多項ENnie Awards 獎項肯定，包括最佳發行商與最佳遊戲｡
開拓者測試版亦獲得2008年度「最佳免費產品與網頁擴充」金獎。
自2011年第二季起開拓者成為實體通路中銷量最佳的桌上角色扮演遊戲,打破龍與地下城自1974年以來的市場獨霸地位。
一般常見的批評則認為開拓者太過於接近龍與地下城3.5版，較為缺乏創新，同時也承襲了3.5版系統過於繁雜的缺點。

## 其他衍生商品
除了原本的桌上角色扮演遊戲以外，自2008年起陸續又推出各種衍生商品，例如：
- 微縮模型：Pathfinder Miniature
- 小說：Pathfinder Tales
- 漫畫：Pathfinder Comics
- 卡片遊戲：Pathfinder Adventure Card Games
- 線上遊戲：Pathfinder Online

## 連結
- 開拓者官方網站 （页面存档备份，存于）
- d20系統 （页面存档备份，存于）